# 샘 추이

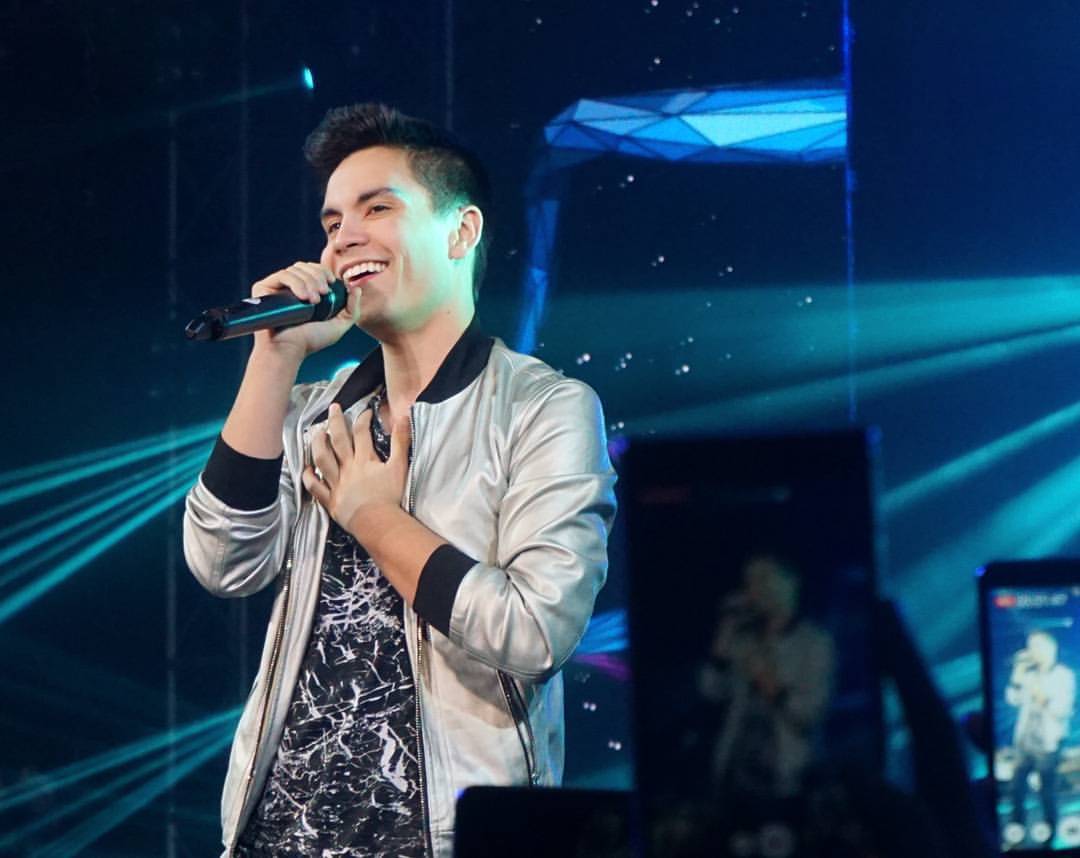

새뮤얼 "샘" 스토리 추이(Samuel "Sam" Story Tsui, 1989년 5월 2일 ~ )는 미국 국적의 홍콩계 싱어송라이터로, 유튜브에서 활발한 활동을 통해 유명세를 얻었으며 아이튠즈에서 6개의 디지털 싱글과 1개의 스튜디오 앨범을 발매하였다. 1989년 5월 2일에 태어났으며, 현재는 예일대학교에서 고대 그리스어를 전공하고 있다.

## 디지털 싱글
수이는 현재까지 9개의 트랙을 디지털(아이튠즈와 아마존)을 통해 발매하였다.
- 2010: "Don't Want an Ending"
- 2010: "If I Die Young" (더 밴드 페리 리메이크)
- 2010: "King of Anything" (사라 베릴리즈 리메이크)
- 2010: "The Only Exception" (파라모어 리메이크, 피쳐링 커트 슈나이더)
- 2011: "Imagine" (피쳐링 아미르)
- 2011: "Hold It Against Me" (브리트니 스피어스 리메이크)
- 2011: "Start Again"
- 2011: "Jar of Hearts" (크리스티나 페리 리메이크)
- 2011: "Born This Way" (레이디 가가 리메이크)